# سیاوش کسرایی
سیاوش کَسرائی (۵ اسفند ۱۳۰۵ – ۱۹ بهمن ۱۳۷۴) شاعر و از اعضای کانون نویسندگان ایران و از فعالان سیاسی چپ‌گرای تاریخ معاصر ایران بود. کسرائی دانش‌آموخته‌ی دانشکده‌ی حقوق و علوم سیاسی دانشگاه تهران و از بنیان‌گذاران انجمن ادبی شمع سوخته بود. او سالیان دراز در حزب توده ایران فعالیت داشت.
سیاوش کسرائی، سُراینده‌ی منظومه‌ی آرش کمانگیر، نخستین منظومه‌ی حماسی نیمایی است. وی یکی از شاگردان نیما یوشیج بود که به سبک شعر او وفادار ماند. از جمله مجموعه شعرهای به‌جامانده از سیاوش کسرائی، می‌توان به مجموعه شعر آوا، مهره‌ی سرخ، در هوای مرغ آمین، هدیه برای خاک، تراشه‌های تبر، خانگی، با دماوند خاموش و خون سیاوش اشاره کرد.

## زندگی

### تحصیل و اشتغال

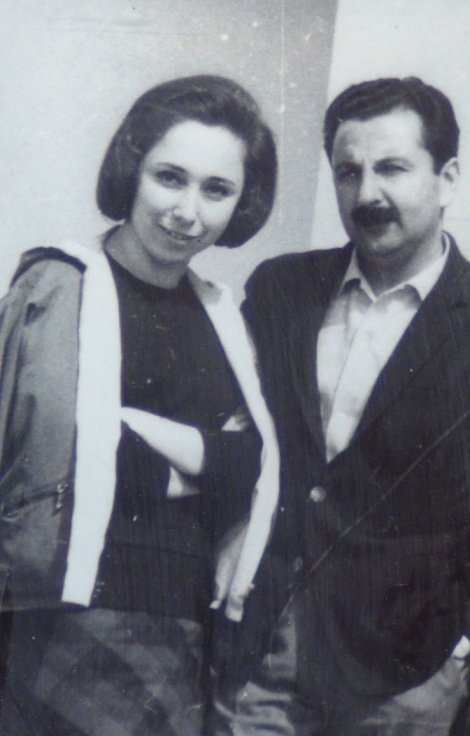
کسرایی به همراه همسرش مهری نوذری.

سیاوش کسرائی؛ ۵ اسفند ۱۳۰۵ در تهران به دنیا آمد. کسرائی از خردسالی در تهران به سر می‌برد؛ دوره ابتدایی را در مدرسه ادب، و بعد در مدرسه نظام و دارالفنون مشغول به تحصیل شد. در ۱۳۲۹ از دانشکده حقوق دانشگاه تهران فارغ‌التحصیل شده و برای خدمت سربازی به دانشکده افسری می‌رود.
در ۱۳۳۱ کسرائی در سازمان همکاری بهداشت، وابسته به برنامه اصل چهار ترومن، شروع به کار می‌کند، و در نشریه‌های بهداشت همگانی در ناحیه دریای خزر و زندگی و بهداشت نقش داشت. از اواسط دهه ۱۳۳۰ تا اواخر دهه ۱۳۵۰ کسرائی در سازمانهای مربوط به مسکن عمومی (بانک ساختمانی، وزارت آبادانی و مسکن، وزارت مسکن و شهرسازی) تقریباً بی‌وقفه مشغول بوده و در اوائل تا اواسط دهه ۱۳۵۰ در حالت تعلیق خدمت اداری، کسرائی در بخش تبلیغات گروه صنعتی بهشهر کار می‌کند. در کنار مشاغل دائمی، در مقاطع مختلف، کسرائی به تدریس ادبیات در دانشگاه‌های تهران و زاهدان می‌پردازد.

### سیر سیاسی
در دوران دبیرستان، کسرائی به همراه محسن پزشکپور و داریوش فروهر در فعالیت دانش آموزان ملی‌گرا شرکت داشت. در ۱۳۲۷ عضو حزب توده می‌شود، و از آن وقت تا چهل سال پس از آن پشتیبانی می‌کند. پس از کودتای ۱۳۳۲ مدت کوتاهی زندانی می‌شود. در ۱۳۴۷ کسرائی از بنیانگذاران کانون نویسندگان ایران است و یکی از دبیران منتخب آن تا سال ۱۳۵۱ خورشیدی. در سال ۱۳۵۶ جزو سخنرانان شب‌های شعر گوته بود. در ۱۳۶۲ کسرائی ایران را ترک می‌کند؛ تا ۱۳۶۶ در کابل، از ۱۳۶۶ تا ۱۳۷۴ در مسکو و بعد در وین اقامت می‌گزیند. از ۱۳۶۵ تا استعفایش در ۱۳۶۷ کسرائی عضو هیئت سیاسی حزب توده است، و در ۱۳۶۹ از کمیته مرکزی حزب هم کناره می‌گیرد. آخرین مجموع شعر کسرائی، مهره سرخ، چاپ ۱۳۷۴ اعتراضی علنی به سیاست حزب توده و عواقب آن است.

برخی از بنیان‌گذاران انجمن ادبی شمع سوخته. از راست به چپ: هوشنگ ابتهاج، سیاوش کسرایی، نیما یوشیج، احمد شاملو و مرتضی کیوان.

### روابط اجتماعی
روابط اجتماعی گسترده، مصاحبت و همیاری از خصوصیات زندگی کسرائی است. در بین چهره‌های ادبی، هوشنگ ابتهاج، احمد رضا احمدی، محمود اعتمادزاده (م.ا. به آذین)، ایرج افشار، فروغ فرخزاد، مرتضی کیوان، شاهرخ مسکوب، فریدون مشیری، نادر نادرپور، نیما یوشیج، و ابراهیم یونسی از نزدیکان کسرائی هستند. از اوائل دهه ۱۳۴۰ تا اوائل دهه ۱۳۶۰ تقریباً هر روز در دفتر و در خانه، کسرائی محیطی باز برای دورهم آیی فراهم می‌کند.

### اخراج از کانون نویسندگان ایران
در سال ۱۳۵۸ خورشیدی، هیئت دبیران کانون نویسندگان ایران که عبارت بودند از باقر پرهام، احمد شاملو، محسن یلفانی، غلامحسین ساعدی و اسماعیل خویی تصمیم به اخراج سیاوش کسرائی، به‌آذین، هوشنگ ابتهاج، فریدون تنکابنی و برومند گرفتند. این تصمیم نهایتاً به تأیید مجمع عمومی کانون نویسندگان ایران رسید و منجر به اخراج کل اعضاء توده‌ای، به همراه این پنج تن، از کانون نویسندگان ایران شد.

به‌آذین و سیاوش کسرایی در مصاحبه مطبوعاتی روز یکشنبه ۲۰ آبان ۵۸

### مهاجرت، تبعید و مرگ

سیاوش کسرائی در زمستان سال ۱۳۶۱ به همراه خانواده‌اش از طریق زاهدان از ایران خارج شد. ابتدا در کابل و سپس در مسکو اقامت داشت و پس از فروپاشی شوروی به وین مهاجرت کرد.
سیاوش کسرائی پس از خروج از ایران و در طول اقامتش در افغانستان، در رادیو زحمت‌کشان که از شهر کابل پخش می‌شد، مشغول به فعالیت شد. ابوالفضل محققی از همکاران سابق سیاوش کسرائی در رادیو زحمت‌کشان، ادعا می‌کند که در زمان تصدی وی به‌عنوان «مسئول بخش ادبی رادیو»، هیچ‌گاه شعری از احمد شاملو، مهدی اخوان ثالث یا فروغ فرخزاد خوانده و پخش نشد.
سیاوش کسرائی از «نسل چهارم» و از آخرین نسل مهاجران ایرانی به اتحاد جماهیر شوروی بود. او از سال ۱۹۸۷ تا ۱۹۹۵ در این کشور زندگی کرد. سیاوش کسرایی از زندگی در شوروی رنج می‌کشید و تجربهٔ درونی و رنج روحی خود را در سروده «دلم هوای آفتاب می‌کند» وصف کرده‌است. وی در سن ۶۹ سالگی پس از عمل جراحی قلب و ابتلاء به ذات‌الریه در وین، پایتخت اتریش درگذشت و در «بخش هنرمندان» گورستان مرکزی شهر وین، پایتخت اتریش، به خاک سپرده شد.
در بیستمین سالمرگ سیاوش کسرایی، آرامگاه او در نزدیکی بخش هنرمندان گورستان مرکزی وین در زمرهٔ آرامگاه مشاهیر و نام‌آوران قرار گرفت.

### مراسم ختم
به مناسبت درگذشت سیاوش کسرایی، گروهی از دوستان و هم‌فکرانش مراسم ختمی را در یکی از مساجد تهران برایش ترتیب دادند.

### وصیت
کسرایی، بر پایهٔ وصیتش، هوشنگ ابتهاج را متولی آثارش کرده‌ بود.

## فیلم مستند
در سال ۲۰۱۶ در بیستمین سالگرد درگذشت سیاوش کسرایی، جمشید برزگر فیلم مستندی دربارهٔ او ساخت که با عنوان «در جستجوی خورشید» از تلویزیون فارسی بی‌بی‌سی پخش شد.

### نکات دیگر
بی‌بی کسرائی، مانلی کسرایی و اشرف کسرایی فرزندان سیاوش کسرائی هستند. همچنین همسر وی مهری نوذری خواهر منوچهر نوذری بود. مهری طراح و خیاط معروفی در شهر تهران بود. به گفته بی‌بی‌ کسرائی، مادرش «سفارش لباس قبول می‌کرد و زندگی ما با سرانگشت هنرمندانه مادرم تأمین می‌شد».
به گفته بی‌بی کسرائی، پدرش علاقه زیادی به مرتضی کیوان داشت و نگاره‌ای از او همواره بر روی دیوار اتاقِ نشیمن خانهٔ سیاوش کسرائی بود.
خانهٔ سیاوش کسرائی در سال‌های نخست انقلاب ۱۳۵۷ ایران، یکی از جاهایی بود که نورالدین کیانوری، دبیر اول حزب توده ایران به آن رفت‌وآمد می‌کرد.
به گفته صدرالدین الهی، اصطلاح «جهان‌پهلوان» در اشاره به غلامرضا تختی ابتدا توسط سیاوش کسرائی در قصیده‌ای از او به نام جهان‌پهلوان بکار برده شد و این لقب روی تختی ماند.
در دههٔ ۱۳۶۰ که محمدرضا شجریان برای اجرای برنامه موسیقی به شوروی می‌رود، سیاوش کسرایی در دیدار با او می‌گوید که به همهٔ دوستان در ایران بگو هر آنچه که حزب توده دربارهٔ کمونیسم به ما گفت، دروغ بود.

## آثار

### فهرست
آثار کسرائی به ترتیب زیر برای اولین بار منتشر می‌شوند (۱۳۸۲ الف تنها کتاب این فهرست است که بعضاً وسیله نشر مجدد می‌باشد):
- ۱۳۳۶. آوا. تهران: نیل.
- ۱۳۳۸. آرش کمانگیر. تهران: اندیشه.
- ۱۳۴۱. خون سیاوش. تهران: امیرکبیر.
- ۱۳۴۵ الف. با دماوند خاموش. تهران: صائب.
- ۱۳۴۵ ب. سنگ و شبنم. تهران:صائب.
- ۱۳۴۶ الف. پس از زمستان در آبادی ما. تهران: کانون پرورش فکری کودکان و نوجوانان.
- ۱۳۴۶ ب. خانگی. تهران: بینا.
- ۱۳۵۴. چهره مردمی شعر نیما. دانشگاه زاهدان. پلی‌کپی.
- ۱۳۵۵. به سرخی آتش، به طعم دود. سوئد (شهر نامعلوم): حزب توده ایران. (به اسم مستعار شبان بزرگ امید)
- ۱۳۵۷. از قرق تا خروسخوان. تهران: مازیار.
- ۱۳۵۸. آمریکا، آمریکا. تهران: علم و هنر.
- ۱۳۶۰. چهل کلید. تهران: حزب توده ایران.
- ۱۳۶۲. تراشه‌های تبر. کابل: انجمن فرهنگی پوهانتون.
- ۱۳۶۳ الف. هدیه برای خاک. لندن: بینا.
- ۱۳۶۳ ب. پیوند. کابل: حزب توده ایران.
- ۱۳۶۸. ستارگان سپیده دم. لندن: بینا.
- ۱۳۷۴. مهره سرخ. وین: کارا.
- ۱۳۸۲ الف. در هوای مرغ آمین: نقدها، گفتگوها، و داستانها. تهران: کتاب نادر.
- ۱۳۸۲ ب. هوای آفتاب: واپسین سروده‌ها. تهران: کتاب نادر.

تمامی این آثار شعر هستند، به استثنای ۱۳۶۴ (داستان برای کودکان)، ۱۳۵۴ (نقد ادبی)، و ۱۳۸۲ الف (نقد ادبی، گفتگو، و داستان). مجموعه کامل اشعار کسرائی در ۱۳۸۴، زیر عنوان از آوا تا هوای آفتاب، در ۷۷۳ صفحه به قطع رقعی، توسط کتاب نادر منتشر شده‌است.

### آرش کمانگیر
دومین کتاب کسرائی، آرش کمانگیر، او را به شهرت می‌رساند. این اثر، که دربارهٔ چهره‌ای افسانه‌ای است که با پرتاب جانفرسای یک تیر میهن را از تحقیر و تیره‌بختی نجات می‌دهد، اولین نمونهٔ شعر نوی حماسی به سبک نیما یوشیج است. آرش کمانگیر از طرف شاعر به خسرو روزبه، فعال تندروی حزب توده، پس از اعدام وی در اوایل ۱۳۳۷، تقدیم شده‌است.
شاهکار او منظومهٔ «آرش کمانگیر» است. وی از جمله شاگردان نیما بود که به او وفادار ماند. بنا به تاریخی که در پایان این شعر بلند آمده، این منظومه در روز شنبه، ۲۳ اسفند ماه ۱۳۳۷ سروده شده‌است. در میان اشعار وی شعر آرش کمانگیر که در کتاب درسی دورهٔ دبستان، در زمان حکومت محمدرضا شاه پهلوی، تدریس می‌شد؛ از لحاظ اجتماعی و به سبک حماسه‌سرایی و شعر غزل برای درخت از لحاظ سبک و محتوا درخشش خاصی دارند. «آرش کمانگیر» در سال ۱۳۵۰ توسط «کانون پرورش فکری کودکان و نوجوانان» منتشر شد. بخشی از شعر آرش:

آری، آری، زندگی زیباست.

زندگی آتش‌گَهی دیرنده پابرجاست.

گر بیفروزی‌اش، رقص شعله‌اش در هر کران پیداست.

ورنه، خاموش است و خاموشی گناه ماست.

برخوانی آرش به قلم بهرام بیضایی تا حدودی همچون واکنشی به این شعر نگاشته شده‌است.
منظومهٔ آرش کمان‌گیر را گویندگان مختلف به صورت صوتی اجرا کرده‌اند. از جمله عطا منصوری شاعر ایلامی که آن را به زبان کردی برگردانده است و همچنین اجرای فریدون فرح‌اندوز از این اثر. این اثر به صورت دوزبانه منتشر شده که شعر سیاوش کسرایی را فریدون فرح‌اندوز اجرا کرده و سارا خلیلی آن را به انگلیسی ترجمه کرده‌است و اجرای صوتی انگلیسی هم با صدای سوزی ضیایی است.
در سال ۱۳۹۷، آلبوم آرش کمانگیر به خوانندگی شهرام ناظری و آهنگسازی پژمان طاهری و روایت قطب الدین صادقی، توسط مؤسسه فرهنگی هنری «ققنوس» تهیه شد. بخش ارکسترال این اثر در «کنسرت هاوس» شهر وین توسط ارکستر مجلسی اتریش و به رهبری طاها عابدیان ضبط شده‌است.

### مهره سرخ
مهرهٔ سرخ، آخرین کتابی که کسرائی در دوران حیاتش به چاپ می‌رساند، از نظری صورت عکس آرش کمانگیر است. مانند آرش کمانگیر، مهره سرخ نمونه‌ای از شعر نوِ حماسی است، ادامهٔ معاصر آثار فردوسی (این بار به دنبال رستم و سهراب) و اشاره‌ای سیاسی است؛ ولی در‌حالی‌که آرش کمانگیر از ایثار و رهایی می‌گوید، موضوع مهره سرخ، اغفال است و اتلاف. پس از کناره‌گیری از رهبری حزب توده و مهاجرت از مسکو به وین، مهره سرخ ابراز تأسف و پشیمانی کسرائی از مسیر کمونیسم است. چنانچه کسرائی در مقدمه می‌نویسد: "... سخن از خطاهای خطیر نیکخواهانی است که شیفتگی را به‌جای شناخت در کار می‌گیرند و شتابزده و با دانشی اندک تا مرزهای تباهی می‌رانند؛ و اینک تاوان سنگینی که بایدشان پرداخت. از کی باید نالید؟! پراکندگی میوه آن تلخ‌دانه‌هایی است که خود بر زمین افشانده‌ایم …"

### نمونهٔ اشعار

#### باور
- واپسین سرودهٔ شاعر:

باور نمی‌کند دل من مرگ خویش را
نه نه من این یقین را باور نمی‌کنم
تا همدم من است نفس‌های زندگی
من با خیال مرگ دمی سر نمی‌کنم
آخر چگونه گل خس و خاشاک می‌شود؟
آخر چگونه این همه رؤیای نونهال
نگشوده گل هنوز
ننشسته در بهار
می‌پژمرد به جان من و خاک می‌شود؟
در من چه وعده‌هاست
در من چه هجرهاست
در من چه دست‌ها به دعا مانده روز و شب
اینها چه می‌شود؟
آخر چگونه این همه عشاق بی‌شمار
آواره از دیار
یک روز بی‌صدا
در کوره راه‌ها، همه خاموش می‌شوند؟
باور کنم که دخترکان سفید بخت
بی وصل و نامراد
بالای بام‌ها و کنار دریچه‌ها
چشم انتظار یار سیه‌پوش می‌شوند؟
باور نمی‌کنم که عشق نهان می‌شود به گور
بی‌آنکه سر کشد گل عصیانی‌اش ز خاک
باور کنم که دل
روزی نمی‌تپد
نفرین برین دروغ دروغ هراسناک
پُل می‌کشد به ساحل آینده شعر من
تا رهروان سرخوشی از آن گذر کنند
پیغام من به بوسه لب‌ها و دست‌ها
پرواز می‌کند
باشد که عاشقان به چنین پیک آشتی
یک ره نظر کنند
در کاوش پیاپی لب‌ها و دست‌هاست
کاین نقش آدمی
بر لوحه زمان
جاوید می‌شود
این ذره ذره گرمی خاموش‌وار ما
یک روز بی‌گمان
سر می‌زند جایی و خورشید می‌شود
تا دوست داری‌ام
تا دوست دارمت
تا اشک ما به گونه هم می‌چکد ز مهر
تا هست در زمانه یکی جان دوستدار
کی مرگ می‌تواند
نام مرا بروبد از یاد روزگار؟
بسیار گل که از کف من برده‌است باد
اما من غمین
گلهای یاد کس را پرپر نمی‌کنم
من مرگ هیچ عزیزی را
باور نمی‌کنم
می‌ریزد عاقبت
یک روز برگ من
یک روز چشم من هم در خواب می‌شود
زین خواب چشم هیچ‌کسی را گریز نیست
اما درون باغ
همواره عطر باور من در هوا پُر است.
- شعری دیگر:

#### مست
من مستم
من مستم و میخانه پرستم
راهم منمایید
پایم بگشایید
وین جام جگرسوز مگیرید ز دستم!
می لاله و باغم
می شمع و چراغم
می همدم من، هم‌نفسم، عطرِ دماغم
خوش رنگ، خوش آهنگ
لغزیده به جامم
از تلخی طعم وی، اندیشه مدارید
گواراست به کامم
در ساحل آتش
من غرق گناهم.
همراه شما نیستم ای مردم بُتگر!
من نامه‌سیاهم…
با آنکه در میکده را باز ببستند
با آنکه سبوی می ما را بشکستند
با آنکه گرفتند ز لب توبه و پیمانه ز دستم
با محتسب شهر بگویید که هشدار!
هشدار که من مست میِ هر شبه هستم!